# Triatlo nos Jogos Olímpicos de Verão de 2024 - Revezamento misto
O evento do revezamento misto do triatlo nos Jogos Olímpicos de Verão de 2024 foi disputado em 5 de agosto de 2024 na Ponte Alexandre III, em Paris. 

## Qualificação
O período de qualificação começou em 27 de maio de 2022 e terminou no mesmo dia de 2024. 16 Comitês Olímpicos Nacionais disputaram as vagas, sendo a equipe composta por quatro triatletas (dois homens e duas mulheres). Como país anfitrião, a França recebeu automaticamente um vaga, enquanto o CON elegível com melhor ranking nos Campeonatos Mundiais de Revezamento Misto de 2022 e 2023 obteve outra cota.
Os seis CONs elegíveis mais bem classificados receberam duas vagas com base no Ranking de Qualificação Olímpica de Revezamento Misto da World Triathlon de 25 de março de 2024, com mais duas através do Evento de Qualificação Olímpica de Revezamento Misto realizado entre 15 de abril e 27 de maio de 2024. CONs que qualificassem dois homens e duas mulheres individualmente estavam elegíveis para se juntar às dez equipes previamente qualificadas na prova de revezamento misto.

## Formato
A prova contou com equipes de quatro integrantes (dois homens e duas mulheres). Cada triatleta precisou completar um percurso de 300 metros de natação, 8 quilômetros de ciclismo e 2 km de corrida em formato de revezamento.

## Calendário
Horário local (UTC+2)
| Data                | Horário | Fase  |
| ------------------- | ------- | ----- |
| 5 de agosto de 2024 | 8:00    | Final |

## Medalhistas
|  | GER Alemanha                                         |  | USA Estados Unidos                                   |  | GBR Grã-Bretanha                                        |
|  | Tim Hellwig Lisa Tertsch Lasse Lührs Laura Lindemann |  | Seth Rider Taylor Spivey Morgan Pearson Taylor Knibb |  | Alex Yee Georgia Taylor-Brown Sam Dickinson Beth Potter |

## Resultados
Estes foram os resultados da competição:
| Pos.              | CON                | Triatletas                                                             | Natação             | Ciclismo               | Corrida             | Tempo total | Dif.  |
| ----------------- | ------------------ | ---------------------------------------------------------------------- | ------------------- | ---------------------- | ------------------- | ----------- | ----- |
| Medalha de ouro   | GER Alemanha       | Tim Hellwig Lisa Tertsch Lasse Lührs Laura Lindemann                   | 4:09 4:58 4:25 4:55 | 9:40 10:47 9:33 10:20  | 4:49 5:24 5:01 5:34 | 1:25:39     |       |
| Medalha de prata  | USA Estados Unidos | Seth Rider Taylor Spivey Morgan Pearson Taylor Knibb                   | 4:09 5:00 4:33 4:50 | 9:38 10:25 9:32 10:08  | 5:01 5:39 5:00 5:38 | 1:25:40     | +0:01 |
| Medalha de bronze | GBR Grã-Bretanha   | Alex Yee Georgia Taylor-Brown Sam Dickinson Beth Potter                | 4:13 4:54 4:22 4:53 | 9:36 10:40 9:33 10:31  | 4:44 5:38 4:58 5:39 | 1:25:40     | +0:01 |
| 4                 | FRA França         | Pierre Le Corre Emma Lombardi Léo Bergère Cassandre Beaugrand          | 4:11 4:57 4:23 5:13 | 10:04 10:50 9:32 10:19 | 4:58 5:39 5:02 5:37 | 1:26:47     | +1:08 |
| 5                 | POR Portugal       | Ricardo Batista Melanie Santos Vasco Vilaça Maria Tomé                 | 4:20 5:05 4:19 5:04 | 9:22 10:27 9:31 11:02  | 4:59 5:49 5:02 5:58 | 1:27:08     | +2:09 |
| 6                 | ITA Itália         | Gianluca Pozzatti Alice Betto Alessio Crociani Verena Steinhauser      | 4:12 4:58 4:14 5:25 | 9:37 10:40 9:32 10:41  | 4:55 5:47 5:02 5:57 | 1:27:11     | +2:12 |
| 7                 | SUI Suíça          | Max Studer Julie Derron Sylvain Fridelance Cathia Schär                | 4:29 5:08 4:24 5:35 | 9:24 10:29 9:43 10:20  | 4:49 5:32 5:12 6:03 | 1:27:16     | +2:17 |
| 8                 | BRA Brasil         | Miguel Hidalgo Djenyfer Arnold Manoel Messias Vittória Lopes           | 4:08 5:03 4:34 4:59 | 9:40 10:21 9:33 10:46  | 5:06 5:43 5:06 6:09 | 1:27:23     | +2:24 |
| 9                 | ESP Espanha        | Alberto González Anna Godoy Antonio Serrat Miriam Casillas             | 4:03 5:02 4:35 5:25 | 9:44 10:30 9:41 10:25  | 5:02 5:39 5:02 6:19 | 1:27:30     | +2:31 |
| 10                | NED Países Baixos  | Mitch Kolkman Maya Kingma Richard Murray Rachel Klamer                 | 4:17 4:59 4:43 5:11 | 9:35 10:26 9:37 10:34  | 5:03 5:55 5:15 5:54 | 1:27:37     | +2:38 |
| 11                | NOR Noruega        | Vetle Bergsvik Thorn Lotte Miller Kristian Blummenfelt Solveig Løvseth | 4:17 5:09 4:35 5:47 | 9:34 10:23 9:21 10:35  | 4:58 5:49 5:02 5:57 | 1:27:40     | +2:41 |
| 12                | AUS Austrália      | Luke Willian Natalie Van Coevorden Matthew Hauser Sophie Linn          | 4:14 5:21 4:24 5:01 | 9:36 11:36 9:36 10:56  | 4:58 6:05 5:01 5:58 | 1:28:50     | +4:31 |
| 13                | MEX México         | Aram Peñaflor Rosa Tapia Crisanto Grajales Lizeth Rueda                | 4:24 4:55 4:32 5:32 | 9:28 10:25 10:00 10:55 | 5:13 5:41 5:44 6:24 | 1:29:20     | +6:21 |
| 14                | NZL Nova Zelândia  | Hayden Wilde Nicole van der Kaay Dylan McCullough Ainsley Thorpe       | 4:28 5:33 4:31 5:05 | 9:35 11:03 9:38 11:44  | 5:02 5:52 5:10 6:21 | 1:30:23     | +8:04 |
|                   | AUT Áustria        | Alois Knabl Julia Hauser Tjebbe Kaindl Lisa Perterer                   | 4:10 5:36 5:02 6:01 | 9:37 11:49 10:15       | 5:19 6:14 5:37      | LAP         |       |